# Eugnamptidea tertiaria
Eugnamptidea tertiaria is een keversoort uit de familie Rhynchitidae. De wetenschappelijke naam van de soort is voor het eerst geldig gepubliceerd in 1912 door Wickham.